# NGC 7325
NGC 7325 is een dubbelster in het sterrenbeeld Pegasus. Het hemelobject werd op 20 september 1865 ontdekt door de Zweedse astronoom Herman Schultz.